# 중국 인민해방군 해군
중국 인민해방군 해군(중국어: 中国人民解放军海军)은 중화인민공화국의 영해를 보호하는 군사기관이며 25만 명의 군사를 거느리고 있다. 영어명칭은 'People's Liberation Army Navy'(약칭 PLA Navy)이다. 인민해방군 해군은 1990년대 초반까지 인민해방군 육군의 종속된 역할을 수행해왔다. 그때부터 급속히 현대화가 되었다.
인민해방군 해군사령원은 중국전구사령원과 동급의 대접을 받으며 아울러 중앙군사위에 위원으로 참여한다. 인민해방군 해군은 4개전구에 분할하며 바다가 없는 서부전구는 해군이 없다.
- 중국 인민해방군 북부전구 해군사령부 = 산둥성 칭다오시 북부전구 소속 (중부전구에 파견도 함)
- 중국 인민해방군 동부전구 해군사령부 = 저장성 닝파시 동부전구 소속
- 중국 인민해방군 남부전구 해군사령부 = 광둥성 주장시 남부전구 소속

## 전력

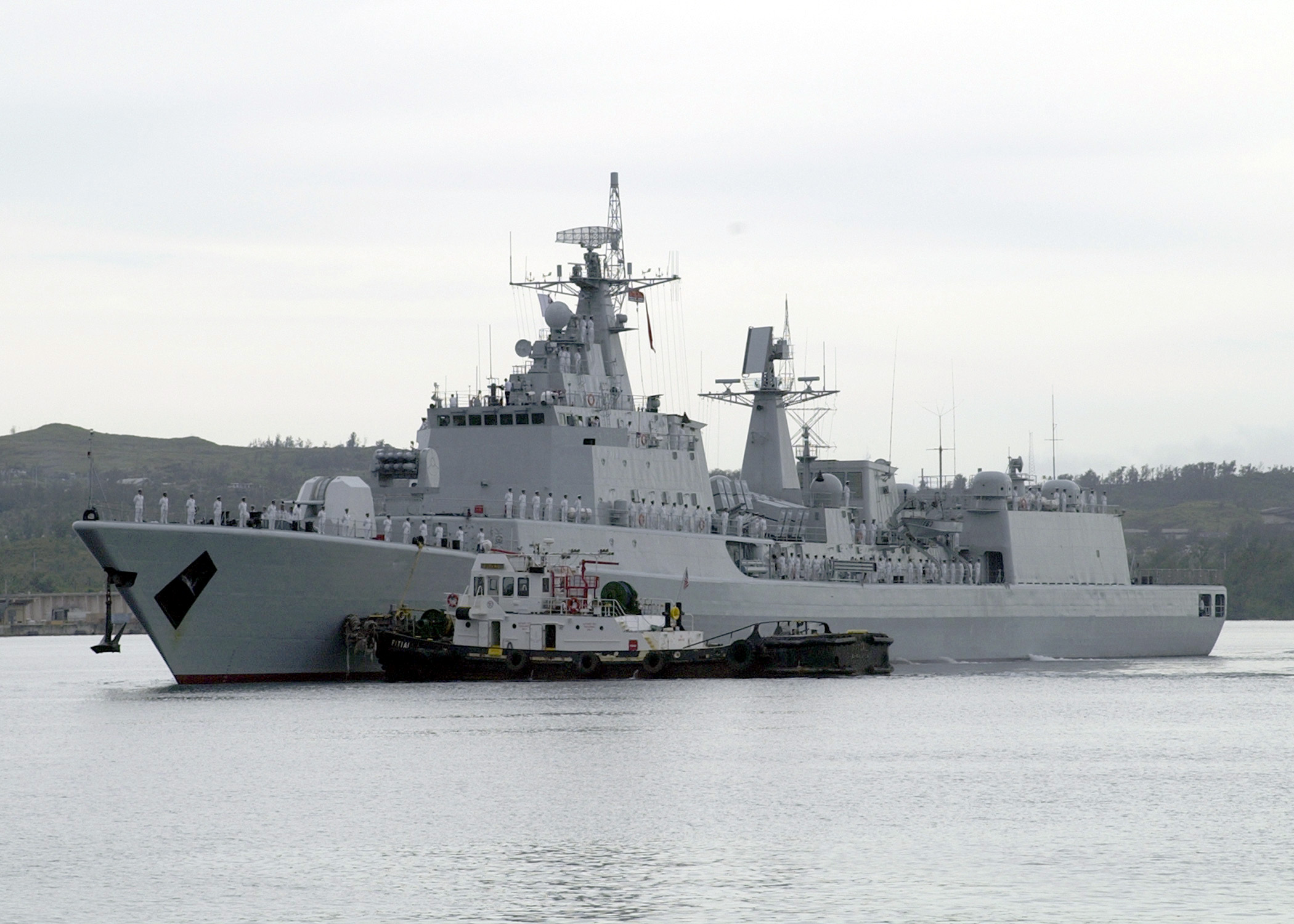
051B구축함
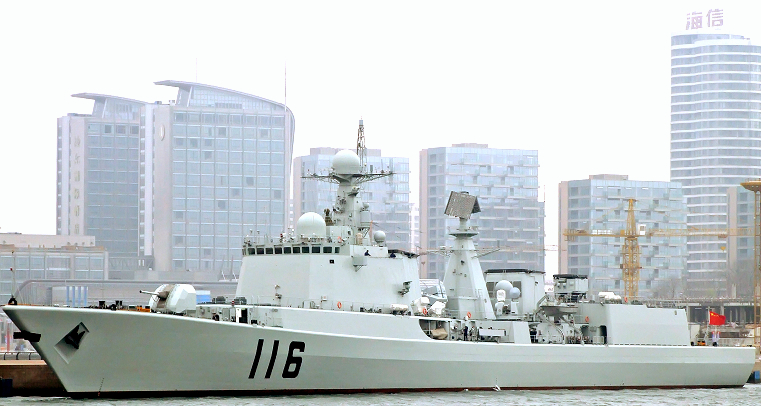
051C구축함
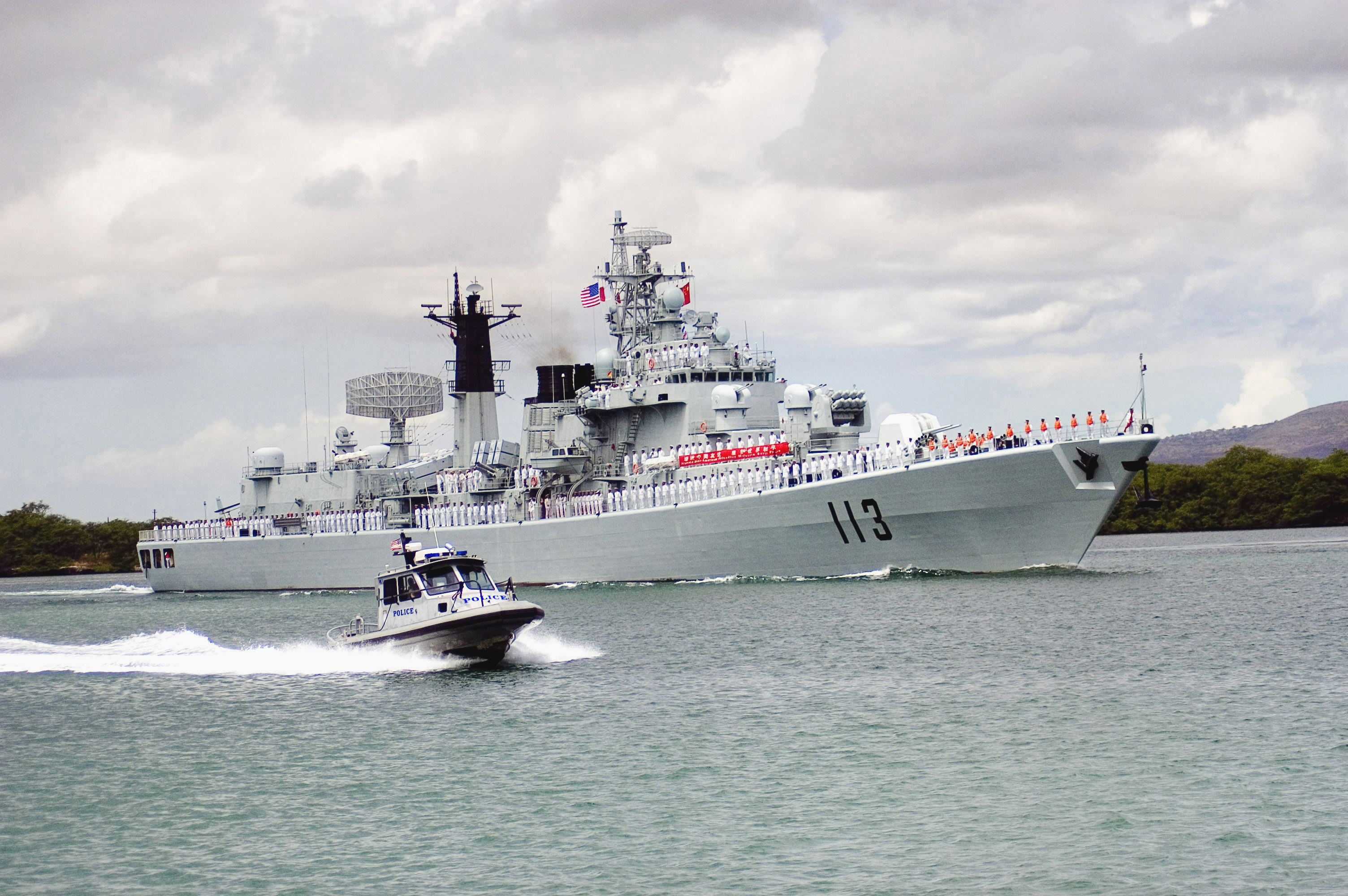
052구축함
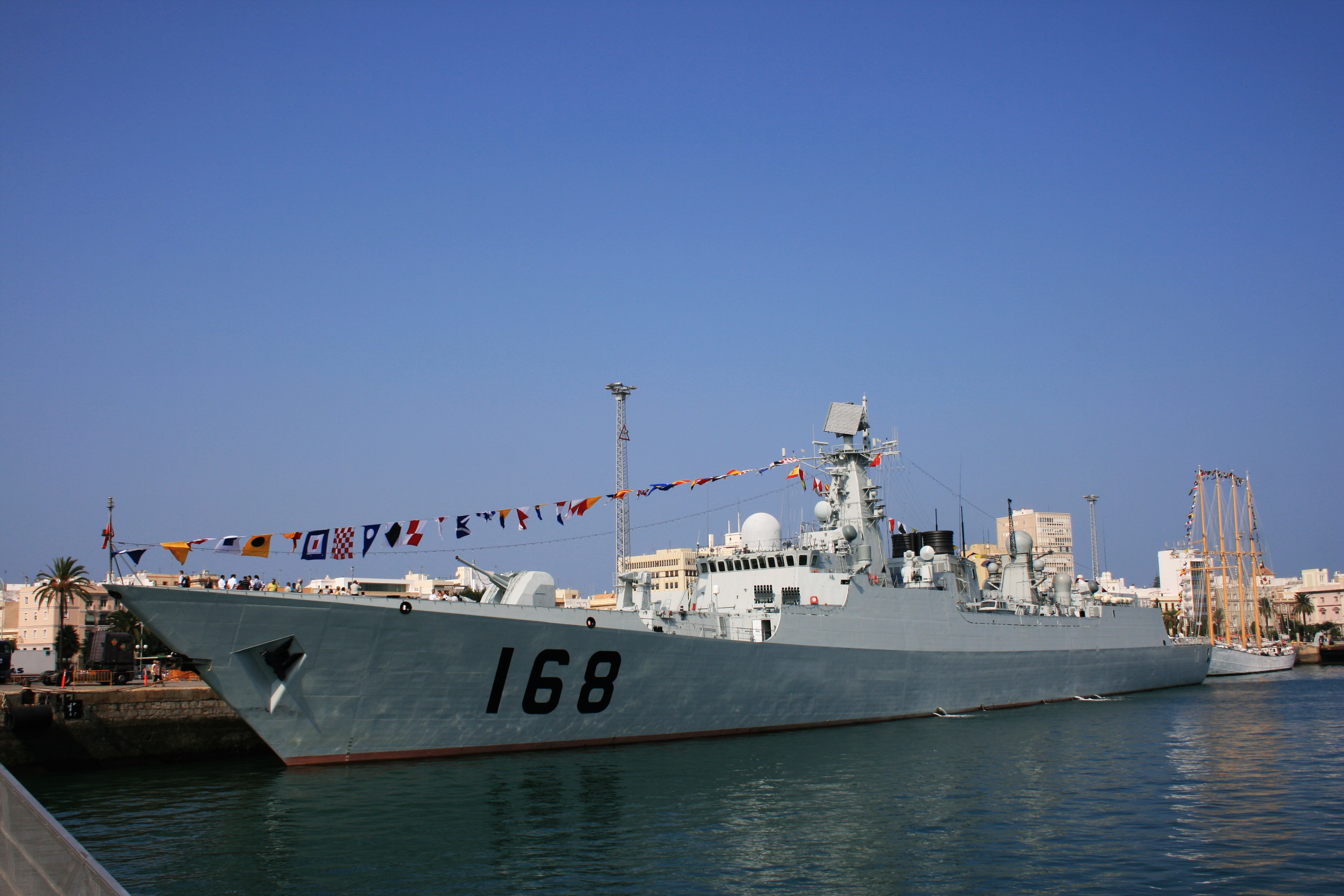
052B구축함
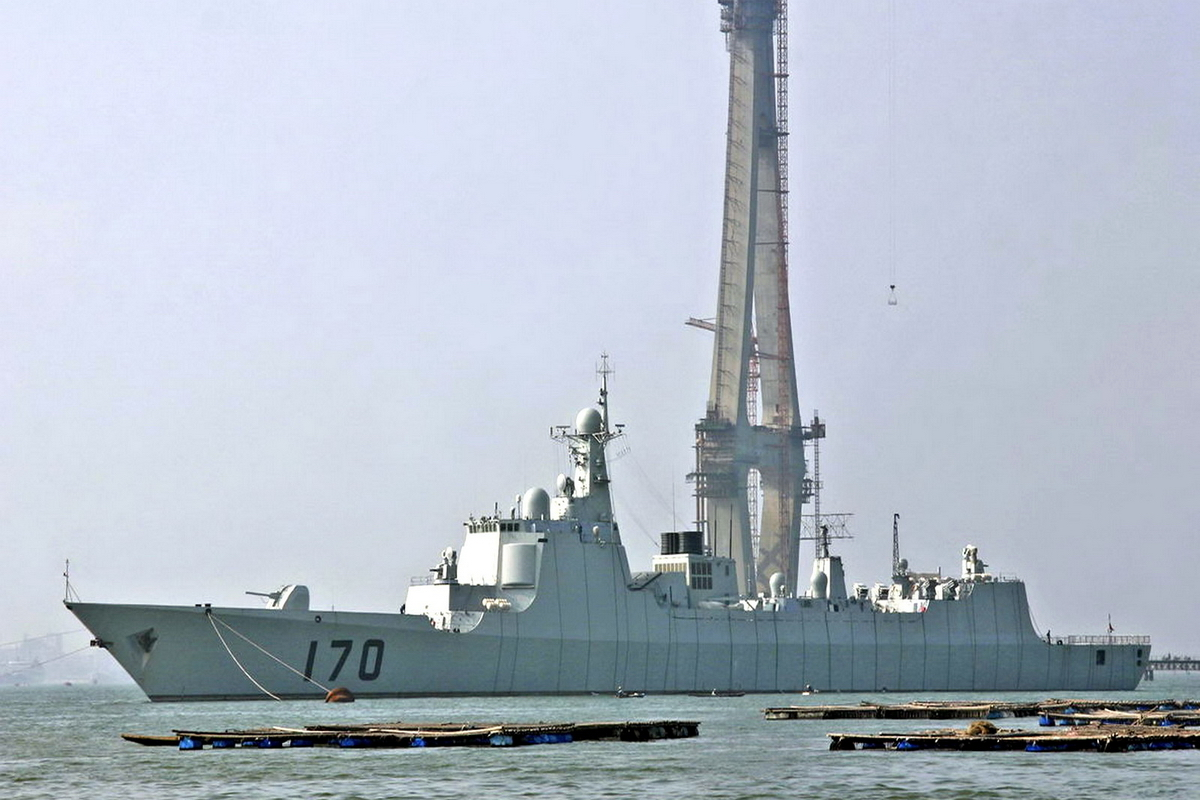
052C구축함
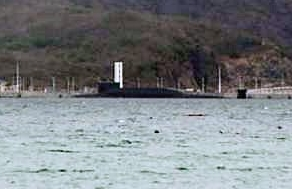
094형핵잠수함
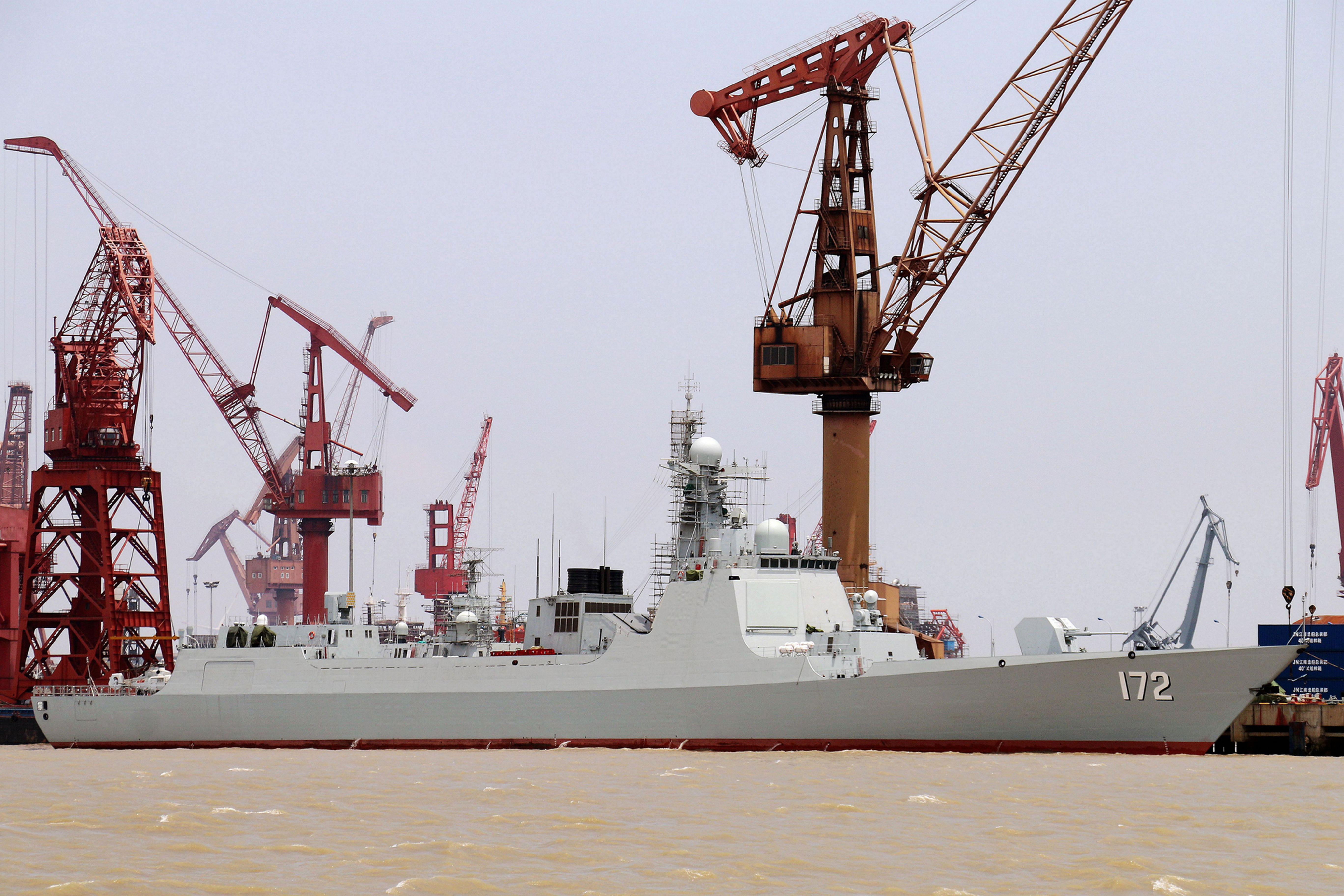
052D 구축함
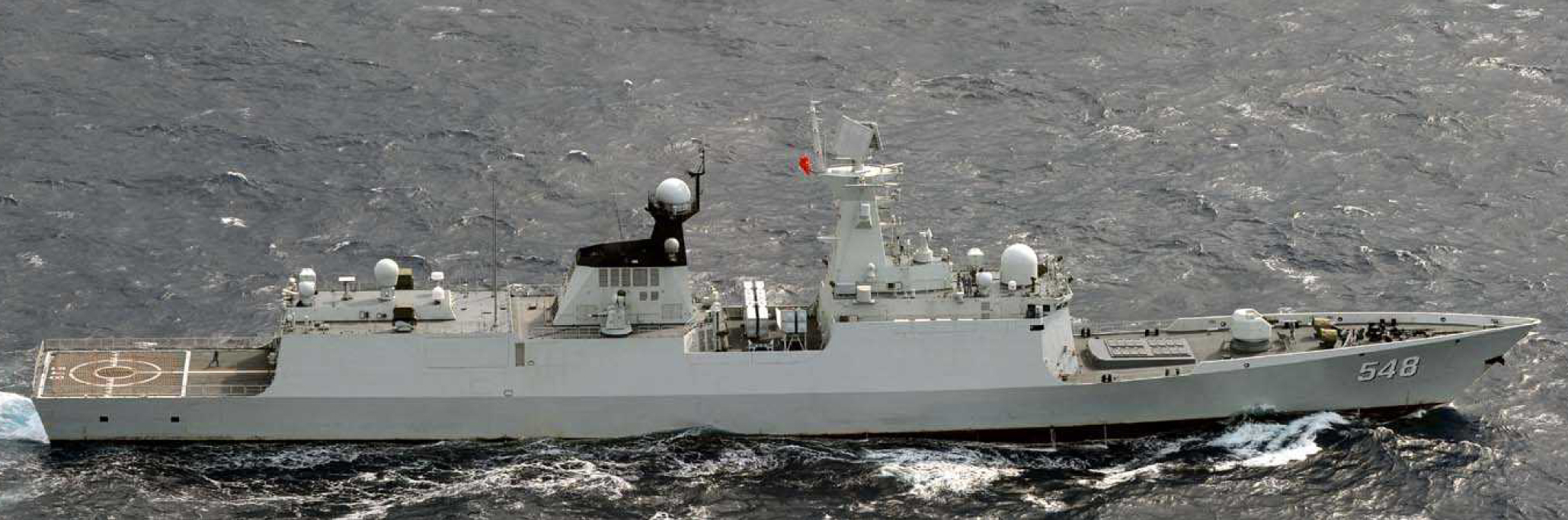
054A 호위함
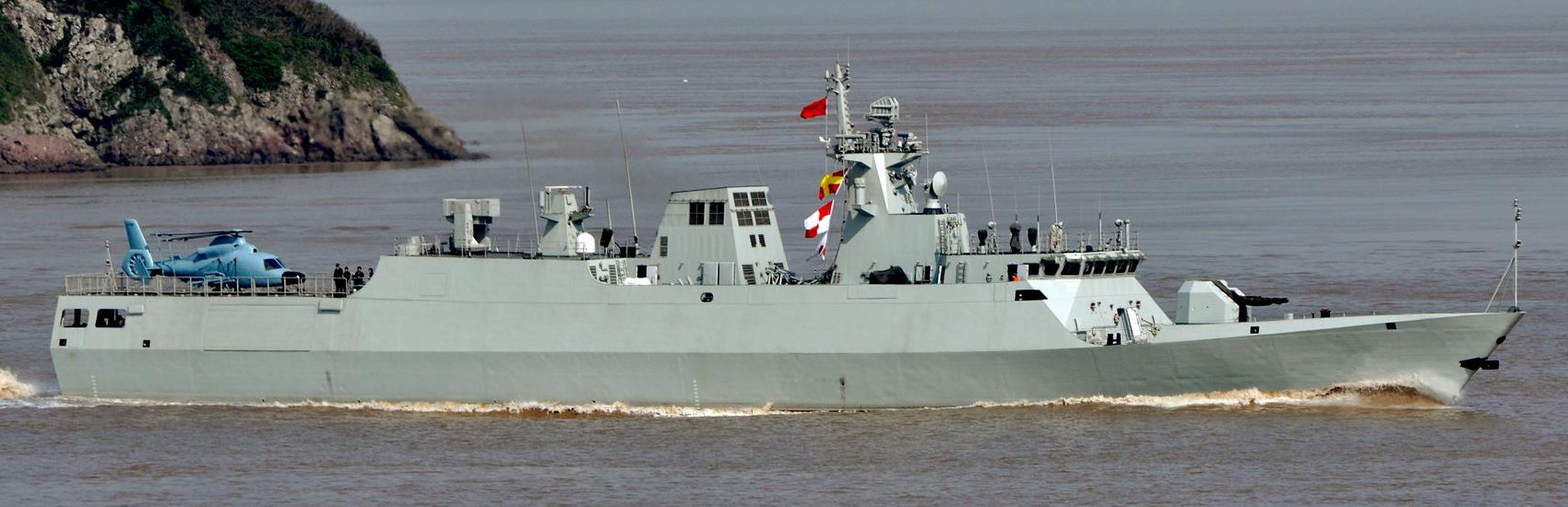
056A호위함
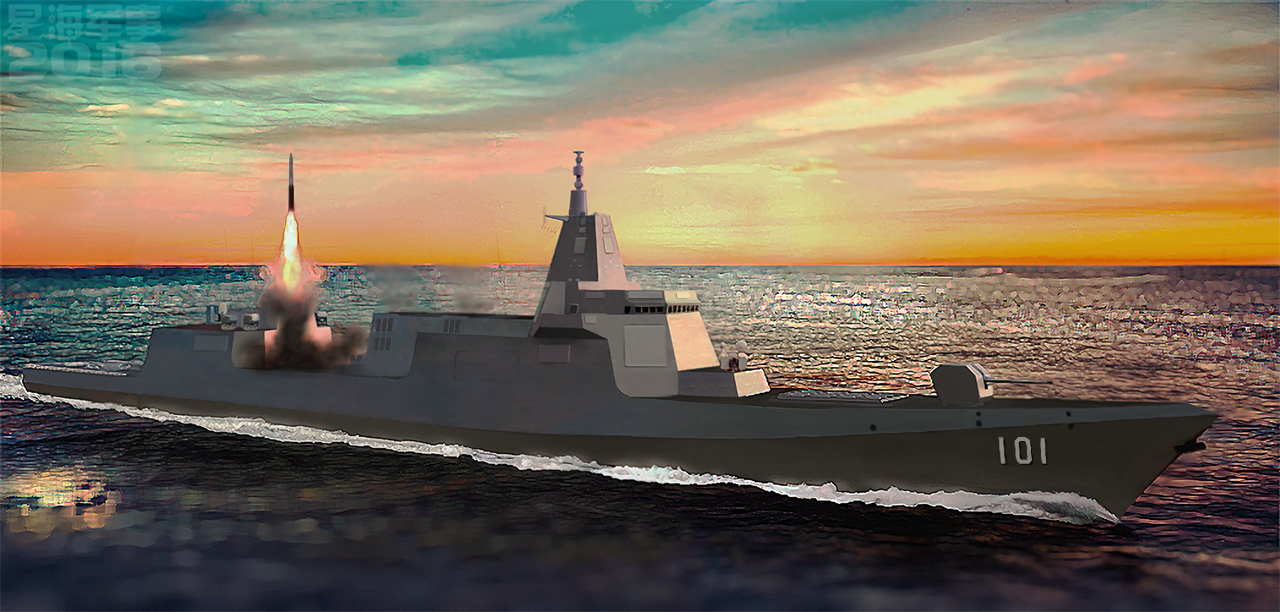
055형 구축함

- 항공모함

- 랴오닝급 1척 배수량 55,500톤, 산둥급 65,000톤 1척 , 추가 항모 건설중
- 60000t급 이상 핵추진 항공모함 2척 건조 중
- 바랴그급 1척, 추가 건조 미정

- 구축함

- 055형 구축함  8척

- 052D형 구축함  (LUYANG III,旅洋III級)   25척 취역. 9척건조중, 만재배수량 7,200톤
- 란저우급 구축함(052C형,LUYANG II) 6척, 만재배수량 7,000톤
- 루저우급 구축함 (051C형,LUZHOU) 2척, 만재배수량 7,100톤
- 광저우급 구축함(052B형,LUYANG I) 2척, 만재배수량 6,500톤
- 선전급 구축함 (051B,LUHAI)1척, 만재배수량 6,100톤
- 루후급 구축함(052형, LUHU) 2척, 만재배수량 4,800톤
- 항저우급 구축함(956e형,HANGZHOU) 4척, 만재배수량 7,940톤
- Luda급 구축함 (051D/Z/G2형,LUDA) 6척, 만재배수량:3670톤

- 헬기모함

- 071형 강습상륙함(LPD,YUZHAO) 4척, 8척배치예정. ,병력 500~800명,Z-8헬기4대 운용가능,만재배수량 18500톤

- 호위함

- 장카이급 II (054A형,JIANGKAI II) 32척 만재배수량 4,200톤, 추가 8척 건조중
- 장카이급 I (054형,JIANGKAI I) 2척 만재배수량 3,900톤
- 장도우급 (056형/056A형,JIANGDAO) 30척,만재배수량 1440톤,10척 추가건조중
- 장웨이급 II (053H3형,JIANGWEI II) 10척 만재배수량 2,393톤
- 장웨이급 I (053H2형,JIANGWEI I) 3척 만재배수량 2,393톤
- 지앙후급 I~V(053H1/2/2G,JIANGHU I/II/III) 14척 만재배수량 1400~1600톤

- 연안 경비 및 전투함

- Houxin급 16척 YJ-1(CSS-N-4)Sardine SSM 4기
- Houjian급 7척 YJ-1(CSS-N-4)Sardine SSM 6기
- Houbei급 60척 이상 YJ-82(CSS-N-8)Saccade SSM 4기
- Hainan급 RBU 1200 20개(4X5)
- Hajiui급 2척 RBU 1200 200개(4X5)
- Haizui급 15척(100톤 이하)
- Shanghai2급 35척(100톤 이하)

- 기뢰전 함정

- MCMV : Wochi 소해함 4척
- MSO : T-43 소해함 14척
- MSC : Wosao 소해함 4척
- MSD(MSD INSHORE) 소해함 46척 ,Futi급(312식) 4척(42척은 예비상태)

- 상륙정

- Yudao급 LSM 1척
- Yudeng급 LSM 1척 전차6대, 병력 180명
- Yuhai급 LSM 13척 전차2대, 병력250명
- Yuliang급 LSM 31척 전차5대, 병력250명
- Yunshu급 LSM 10척 전차6대
- Yukan급 LST 7척 전차10대, 병력200명
- Yuting급 LST 10척 전차10대, 병력250명, 헬기2대
- Yuting2급 10척 LCVP 4대, 전차10대, 병력250명

- 공기부양정

- Zubr Class LCAC 4척
- Yubei급 10척 전차 10대 또는 병력 150명중 선택
- Yunnan급 120척
- Yuchin급 LCM 20척
- ACV UCAC 10척

- 군수 및 지원함

- Fuqing 2척
- Fuchi 2척
- Nanyun 1척
- Danlin 7척
- Fulin 20척
- Shengli 2척
- Jinyou 3척
- Fuzhou 18척
- Guangzhou 5척
- Dazhi 1척
- Dalang 5척
- Dazhou 2척
- Dajiang 1척 SA-321 Super Frelon 2대
- Dadong 1척
- Dadao 1척
- Qiongsha 4척 병력 400명 수용 규모
- Qiongsha 2척 병원선으로 전환가능
- Yantai 2척
- Dayun 2척
- Danlin 6척
- Dandao 7척
- Hongqi 6척
- Leizhou 10척
- Fuzhou 8척
- Dahua 1척
- Kan 2척
- Bin Hai 1척
- Shuguang 1척
- Dadie AGM 1척
- AGM 5척, 공간 및 미사일 추적용
- Yenlai AGS 5척
- Ganzhu AGS 1척
- Yanbing AGB  1척
- Yanha AGB 3척
- Yannan 7척
- Tuzhong 4척
- Hujiu 10척
- Daozha 1척
- Gromovoy 17척
- Roslavl 19척
- AH-Daishan 1척
- Shichang TRG 2척
- Yen Pai YDG 5척

- 상륙함

- 징강산 함, 남해함대 소속

- 탄도 미사일 전략 원자력 잠수함(SSBN)

- 샤급 잠수함 SSBN 1척 strategic SLBM 12기
- 진급 잠수함 SSBM 4척 strategic SLBM 12기

공격 원자력 잠수함(SSN)
- 한급 잠수함 SSN 4척 YJ-82 SSM, 533mm 어뢰발사관 6개
- 상급 잠수함 SSN 3척 533mm 어뢰발사관 6개

- 재래식 동력 잠수함(디젤 잠수함)

- 아무르급 잠수함 4척
- 킬로급 잠수함 12척 SS-N-27 Club ASCM, 533mm 어뢰발사관, Test-71/96 HWT 16기 무장
- 위안급 잠수함 2척 533mm 어뢰발사관 6개
- 로미오급 잠수함(SSG) 1척 YJ-1(CSS-N-4)Sardine SSM 6기, 533mm 어뢰발사관 8개
- 로미오급 잠수함(ES3B) 8척 533mm 어뢰발사관 8개
- 밍급 잠수함(ES5E 개량형) 19척 533mm 발사관 8개
- 송급 잠수함 20척 YJ-82(CSS-N-8)Saccade ASCM, 533mm 어뢰발사관 6개
- 골프급 잠수함 1척 SLBM 테스트용

- 음향수집함

- 남측 Class

- 초계함/고속정/초계정

- Type 022 하베이급 미사일 고속정
- Type 037 Series 초계정
- Type 056 Jiangdao Class Corvette(연안 초계함) 9척, 만재배수량 1,440톤, 3척 건조중이고 20척 이상 건조 계획, 제1번함 동해함대 배치

- 폭격기

- H-6D/H6M 2개연대, H-60 30대
- H-6D/H-5 1개연대

- 전투기

- 선양 J-15 2대
- Su-30MK2 1개연대
- J-7E 1개연대
- J-8I/J-8F 2개연대, J-8I/J-8F/J-8B/J-8D Finback 48대
- J-7II 1개연대+24대

- 전폭기

- JH-7A 3개연대,JH-7 84대
- JH-7A/Q-5C 1개연대, Q-5 Fanta 30대
- Su-30MK2 Flanker 24대

- 대잠전기(ASW)

- PS-5(SH-5) 4대

- ELINT 및 정찰기

- SH-5 1개연대, HZ-5(II-28R)Beagle 7대
- YJ-8J/Y-8JB 1개연대, Y-8J/Y-8JB Cub/High New2 6대

- 해상초계기

- Y-8X 4대

- 수송기

- Y-8/Y-7 2개연대, Y-8(An-12BP)Cub A 4대, Y-7(An-24)Coke 4대
- Y-5(An-2)Colt 50대
- Y-7H(An-26)Curl 6대

- 훈련기

- HY-7/K-8 1개연대
- HY-7/HJ-5 1개연대
- CJ-6 1개연대
- JJ-6/JJ-7 1개연대, JJ-7 Mongol A 4대
- JJ-6(MIG-19UTI)Farmer 14대
- PT-6(CJ-6) 38대
- HY-7 21대
- K-8 12대
- HJ-5 33대

- 수상항공기

- SH-5

- 헬리콥터

- Z-9C(AS-565SA)Panther 25대
- SA-321 15대
- Z-8/Z-8A(SA-321Ja)Super Frelon 20대
- Z-8S(SAR) 2대
- Z-8JH 3대
- Ka-32(Ka-27PL)Helix A 19대
- Mi-8 Hip 8대

- 미사일

- YJ-61(CAS-1 개량형)Kraken
- YJ-8K(CSS-N-4)Sardine
- YJ-83(CSSC-8)Saccade

- 폭탄

- 200-4식/200A식 재래식
- LS-500J 레이저 유도방식
- KAB-500KR TV 유도방식
- KAB-1500KR TV 유도방식

### 해병대 전력
- 경전차

- 63식/63A식 100대 이상
- 05식 AAAV ZTD-05 60대

- APC

- 63C식/77식2형/86식 180대 이상
- 05식 AAAV ZBD-05 200대

- 포

- 122mm 83식(TOWED)
- 107mm 63식 다연장 로켓

- 대전차 화기

- HJ-73, HJ-8, 89식 Queen Bee(MANPATS)

- 지대공미사일

- HN-5 Hong Nu/Red Cherry(MANPAD)

## 중국 구축함급 종류
7000톤급
- 중국 - 052D 쿤밍급 10척
- 중국 - 052C 란저우급 6척
- 중국 - 052B 광저우급 2척
- 중국 - 051C 루저우급 2척
- 중국 - 항저우급 4척

5000톤급
- 중국 - 052 루후급 2척
- 중국 - 051B 뤼하이급 1척

총합 27척

## 호위함급
4000톤급 호위함
- 중국 - 054급 2척
- 중국 - 054A급 22척

총합 24척

## 고속정
- 중국 - 22식 미사일 고속정 83척

## 비사
중국입장에선 세계에서 가장 노릴만한게 프랑스 해군의 항모운용 능력이다. 중국은 원자력 추진 정규항모를 보유할 것이기에 샤를드골을 수십년간 운영하면서 쌓은 노하우, 건조노하우를 그냥 놓치지는 않을 것이다. 다른 항모국가와는달리 프랑스해군은 가장 미해군에 근접한 운영(원자력추진, 조기경보기운영, 증기식식사출기등)을 하고 있으며 독자기술을 많이 적용했기에 중국입장에선 반드시 협력을 얻어야 할 사항이다. 중국 해군의 항공모함 도입운용에 직간접적 도움을 제공한 4개 국가가 있다.
- 우크라이나

구 소련 시절 유일하게 항공모함을 건조할 수 있었던 제 444조선소(오늘날의 흑해조선소)에서 건조 중이던 Admiral Kuznetsov급 중항공순양함 (항공모함) 2번함 Varyag가 1992년 67%의 공정상태에서 건조가 중단, 1993년 러시아 해군에 의한 도입이 취소된 이후 소유권을 넘겨받은 우크라이나가 중국 해군이 비밀리에 가장한 홍콩소재 유령회사에 카지노 형식으로 1998년 2,500만달러에 매각하여 사실상 항공모함 그자체를 도입한다. 이후 우크라이나 현지에 있었던 구소련 해군 항공대 항공기 운용시설 및 각종 운용관련 기술자료까지 제공되어 사실상 '하드웨어'를 통째로 넘겨준 그 어느 누구도 부정할 수 없는 국가이다.
- 브라질

2007년 중국 해군 항공대는 브라질 해군 항공대와 항공모함에서의 항공기 운용교육 지원협약을 체결하여 우크라이나 현지 시설을 이용한 지상교육과는 별도로 브라질 해군 항공모함 BNS São Paulo (A12) 함상에서의 현장교육을 실시한다. 중국 해군 항공모함 운용 인원 구축을 위한 인적 인프라 '소프트웨어'를 제공한 국가이다. 브라질이 아니었다면 스스로 터득하기에 시행착오와 시간이 분명히 많이 걸렸을 것이다.
- 오스트레일리아

오스트레일리아 해군 항공모함 HMAS Melbourne (R21)이 후계함 없이 1982년 퇴역한 뒤 1985년 중국에 고철로 매각하였으나 이후 중국 해군의 항공모함 선체연구에 철저하게 이용된다. 실질적인 완전 해체는 2002년경에서야 완료된다. 항공모함과 관련되어 일체의 정보가 없었던 중국 해군에게 예습할 '벤치마킹 교육자료'를 제공한 국가이다.
- 러시아

러시아 해군이 Admiral Kuznetsov급 중항공순양함 (항공모함) 2번함 Varyag의 도입을 1993년 취소함하여 선체 소유권을 우크라이나에 양도함에 따라 이후 중국 해군의 손아귀에 넘어가는 원인을 제공한다. 이외에 Kiev급 항공순양함 1번함 Kiev가 1993년 러시아 해군에서 퇴역한 이후 1996년 중국에 매각되어 원 계약대로 비군사적인 목적으로 사용되고는 있으나 기본적인 선체 정보를 제공하는데 도움을 제공한다.

## 사용 항구
- 상하이 창싱다오 장난조선소(7개 도크와 연산 1200만톤(배수량기준)의 건조능력, 세계 최대규모의 대형 조선소)
- 선박공업집단(CSSC) 702연구소
- 칭다오 샤오커우즈 해군 기지(북해함대 사령부, 랴오닝호 항모 1척, 구축함 10척, 호위함 9척, 전투함정 32척, 탄도 미사일 전략 원자력 잠수함(SSBN) 2척, 재래식 동력 잠수함(디젤 잠수함) 23척, 공격 원자력 잠수함(SSN) 4척, 항모 전용 부두)
- 하이난성 싼야 해군 기지 (항모 전용 부두,남해함대)
- 탄자니아 인도양 바가모요 항
- 파키스탄 과다르 항 (아라비아해 해군기지)
- 스리랑카 남부 함반토타 항
- 잔장 시 (남해함대 사령부, 구축함 8척, 호위함 20척, 전투함정 57척, 탄도 미사일 전략 원자력 잠수함(SSBN) 1척, 재래식 동력 잠수함(디젤 잠수함) 18척, 공격 원자력 잠수함(SSN) 2척)
- 닝보시 (동해함대 사령부, 구축함 9척, 호위함 23척, 전투함정 70척, 재래식 동력 잠수함(디젤 잠수함) 16척)

## 같이 보기
- 중국해상민병(영어판) (PAFMM)
- 중국 인민해방군 공군
- 중국 인민해방군 육군
- 랴오닝호 항공모함
- 베이징급 항공모함